# Michel Kettenmeyer
Michel Kettenmeyer (* 7. Februar 1989 in Esch-sur-Alzette) ist ein luxemburgischer Fußballspieler.

## Karriere

### Verein
Michel Kettenmeyer spielte in seiner Jugend beim FC Schifflange 95 und ein Jahr in Frankreich beim CSO Villerupt. 2006 wechselte er in die erste Mannschaft des FC Differdingen 03. Zur Saison 2015/16 wurde er zum Ligakonkurrenten FC UNA Strassen ausgeliehen. Seit der Saison 2016/17 stand er bei  Union Titus Petingen unter Vertrag. Im Sommer 2017 wurde er erneut für ein Jahr ausgeliehen, dieses Mal an den Drittligisten FC Lorentzweiler. Im Mai 2020 gab dann UN Käerjéng 97 aus der Ehrenpromotion die Verpflichtung des Mittelfeldspielers bekannt. Mit dem Verein stieg er zwei Jahre später in die BGL Ligue auf. Doch anschließend ging der Mittelfeldspieler weiter zum Drittligisten FC The Belval Belvaux. Zur Saison 2023/24 wechselte er dann wieder zurück nach Käerjéng und spielt dort für dessen Dritte Mannschaft.

### Nationalmannschaft
Kettenmeyer kann auf acht Einsätze in der luxemburgischen U-21, sieben in der U19 und drei in der U17-Auswahl zurückblicken. Er kam auch zu folgenden zwei Einsätzen in der A-Nationalmannschaft.
- 8. Oktober 2010: Luxemburg – Weißrussland 0:0 (EM-Qualifikation)
- 17. November 2010: Luxemburg – Algerien 0:0 (Testspiel)

## Erfolge
- Luxemburgischer Pokalsieger: 2010, 2011, 2014